# فهرست بازی‌های بتزدا سافت‌ورکز
این فهرست شامل بازی‌هایی است که توسط بتزدا سافت‌ورکز، توسعه دهنده و ناشر بازی‌های ویدئویی منتشر شده‌اند.

## فهرست بازی‌ها
| عنوان                                          | سیستم             | تاریخ انتشار             | توسعه‌دهنده(ها)                                            | منبع    |
| ---------------------------------------------- | ----------------- | ------------------------ | --------------------------------------------------------- | ------- |
| گریدیرون!                                      | آمیگا             | ۱۹۸۶                     | بتزدا سافت‌ورکز                                            | [ ۱ ]   |
| گریدیرون!                                      | آتاری اس‌تی        | ۱۹۸۶                     | بتزدا سافت‌ورکز                                            | [ ۲ ]   |
| وورتکس                                         | آمیگا             | ۱۹۸۸                     | مدیا تکنولوژی                                             | [ ۳ ]   |
| وین گرتزکی هاکی                                | آمیگا             | ۱۹۸۸                     | بتزدا سافت‌ورکز                                            | [ ۴ ]   |
| وین گرتزکی هاکی                                | آتاری اس‌تی        | ۱۹۸۸                     | بتزدا سافت‌ورکز                                            | [ ۵ ]   |
| وین گرتزکی هاکی                                | ام‌اس-داس          | ۱ ژانویه ۱۹۸۹            | بتزدا سافت‌ورکز                                            | [ ۶ ]   |
| وین گرتزکی هاکی ۲                              | ام‌اس-داس          | ۱ ژانویه ۱۹۹۰            | بتزدا سافت‌ورکز                                            | [ ۷ ]   |
| شبیه‌ساز لیگ هاکی                               | آمیگا             | ۱ ژانویه ۱۹۹۰            | بتزدا سافت‌ورکز                                            | [ ۸ ]   |
| شبیه‌ساز لیگ هاکی                               | ام‌اس-داس          | ۱ ژانویه ۱۹۹۰            | بتزدا سافت‌ورکز                                            | [ ۹ ]   |
| نابودگر                                        | ام‌اس-داس          | ۱۹۹۱                     | بتزدا سافت‌ورکز                                            | [ ۱۰ ]  |
| بسکتبال ان‌سی‌ای‌ای: مسیری به‌سوی چهارتای نهایی    | ام‌اس-داس          | ۱ ژانویه ۱۹۹۱            | بتزدا سافت‌ورکز                                            | [ ۱۱ ]  |
| وین گرتزکی هاکی ۳                              | ام‌اس-داس          | ۱ ژانویه ۱۹۹۱            | بتزدا سافت‌ورکز                                            | [ ۱۲ ]  |
| تنها در خانه                                   | ان‌ای‌اس            | ۱ اکتبر ۱۹۹۱             | بتزدا سافت‌ورکز                                            | [ ۱۳ ]  |
| والدو کجاست؟                                   | ان‌ای‌اس            | ۱ ژانویه ۱۹۹۱            | بتزدا سافت‌ورکز                                            | [ ۱۴ ]  |
| شبیه‌ساز لیگ هاکی ۲                             | ام‌اس-داس          | ۱ ژانویه ۱۹۹۲            | بتزدا سافت‌ورکز                                            | [ ۱۵ ]  |
| نابودگر: ۲۰۲۹                                  | ام‌اس-داس          | ۳۱ دسامبر ۱۹۹۲           | بتزدا سافت‌ورکز                                            | [ ۱۶ ]  |
| نابودگر: خشم                                   | ام‌اس-داس          | ۱ ژانویه ۱۹۹۳            | بتزدا سافت‌ورکز                                            | [ ۱۷ ]  |
| دلتا ۵                                         | ام‌اس-داس          | ۱۹۹۴                     | بتزدا سافت‌ورکز                                            | [ ۱۸ ]  |
| الدر اسکورولز: میدان مسابقه                    | ام‌اس-داس          | ۱۹۹۴                     | بتزدا سافت‌ورکز                                            | [ ۱۹ ]  |
| بولینگ پی‌بی‌ای                                  | مایکروسافت ویندوز | ۱۵ نوامبر ۱۹۹۵           | بتزدا سافت‌ورکز                                            | [ ۲۰ ]  |
| نابودگر: شوک آینده                             | ام‌اس-داس          | ۳۱ دسامبر ۱۹۹۵           | بتزدا سافت‌ورکز                                            | [ ۲۱ ]  |
| اسکای‌نت                                        | ام‌اس-داس          | ۲۴ مه ۱۹۹۶               | بتزدا سافت‌ورکز                                            | [ ۲۲ ]  |
| الدر اسکورولز ۲: دگرفال                        | ام‌اس-داس          | ۳۱ اوت ۱۹۹۶              | بتزدا سافت‌ورکز                                            | [ ۲۳ ]  |
| ایکس‌کار: مسابقات تجربی                         | ام‌اس-داس          | ۳۱ ژوئیه ۱۹۹۷            | بتزدا سافت‌ورکز                                            | [ ۲۴ ]  |
| سیاره دهم                                      | ام‌اس-داس          | لغو شده                  | بتزدا سافت‌ورکز                                            | [ ۲۵ ]  |
| افسانه الدر اسکورولز: کشتی جنگی                | ام‌اس-داس          | ۳۰ نوامبر ۱۹۹۷           | بتزدا سافت‌ورکز                                            | [ ۲۶ ]  |
| برن‌اوت: مسابقات قهرمانی درگ                    | ام‌اس-داس          | ۳۱ مارس ۱۹۹۸             | بتزدا سافت‌ورکز                                            | [ ۲۷ ]  |
| ماجراهای الدر اسکورولز: نگهبان قرمز            | ام‌اس-داس          | ۳۱ اکتبر ۱۹۹۸            | بتزدا سافت‌ورکز                                            | [ ۲۸ ]  |
| سیمبیوکام                                      | مک او اس          | ۱۹۹۸                     | استون پلی پروداکشنز                                       | [ ۲۹ ]  |
| سیمبیوکام                                      | مایکروسافت ویندوز | ۱۹۹۸                     | استون پلی پروداکشنز                                       | [ ۲۹ ]  |
| زیرو کریتیکال                                  | مک او اس          | ۱۹۹۸                     | ایستون پلی پروداکشنز                                      | [ ۳۰ ]  |
| زیرو کریتیکال                                  | مایکروسافت ویندوز | ۱۹۹۸                     | ایستون پلی پروداکشنز                                      | [ ۳۱ ]  |
| جادو و هرج و مرج                               | مایکروسافت ویندوز | ۳۰ آوریل ۱۹۹۹            | میتوس گیمز                                                | [ ۳۲ ]  |
| اف-۱۶ مهاجم                                    | مایکروسافت ویندوز | ۱ ژوئیه ۱۹۹۹             | جنرال سیمولیشنز                                           | [ ۳۳ ]  |
| مسابقات درگ نیرا اینتنس ایمپورت                | مایکروسافت ویندوز | ۳۰ سپتامبر ۱۹۹۹          | بتزدا سافت‌ورکز                                            | [ ۳۴ ]  |
| محافظ                                          | آتاری جگوار       | ۲۰ دسامبر ۱۹۹۹           | بتزدا سافت‌ورکز                                            | [ ۳۵ ]  |
| تور بولینگ پی‌بی‌ای ۲                            | مایکروسافت ویندوز | ۱۶ فوریه ۲۰۰۰            | بتزدا سافت‌ورکز                                            | [ ۳۶ ]  |
| گرومادا                                        | مایکروسافت ویندوز | ۱۹ ژوئن ۲۰۰۰             | گرومادا                                                   | [ ۳۷ ]  |
| سگ‌های دریایی                                   | مایکروسافت ویندوز | ۲۴ نوامبر ۲۰۰۰           | آکلا                                                      | [ ۳۸ ]  |
| تور بولینگ پی‌بی‌ای ۲۰۰۱                         | مایکروسافت ویندوز | ۳۰ نوامبر ۲۰۰۰           | بتزدا سافت‌ورکز                                            | [ ۳۹ ]  |
| مسابقات درگ ایرا                               | مایکروسافت ویندوز | ۴ دسامبر ۲۰۰۰            | بتزدا سافت‌ورکز                                            | [ ۴۰ ]  |
| مسابقات آرایشگری اسکیپ                         | مایکروسافت ویندوز | ۱۶ فوریه ۲۰۰۱            | بتزدا سافت‌ورکز                                            | [ ۴۱ ]  |
| اکلون                                          | مایکروسافت ویندوز | ۱۶ مه ۲۰۰۱               | مادیا انترنینمنت                                          | [ ۴۲ ]  |
| جادو و هرج و مرج ۲: هنر جادوگری                | مایکروسافت ویندوز | ۳۰ اکتبر ۲۰۰۱            | کلیمکس استودیوز                                           | [ ۴۳ ]  |
| مسابقات درگ ایرا                               | پلی‌استیشن         | ۲۰ نوامبر ۲۰۰۱           | دیجیتال دیالکت                                            | [ ۴۴ ]  |
| بستهٔ تفریحی بازی‌های کارتی خانوادگی             | پلی‌استیشن         | ۱۰ اکتبر ۲۰۰۲            | ماد داک پروداکشنز                                         | [ ۴۵ ]  |
| الدر اسکورولز ۳: فردا                          | مایکروسافت ویندوز | ۱ مه ۲۰۰۲                | استودیوهای بازی بتزدا                                     | [ ۴۶ ]  |
| الدر اسکورولز ۳: فردا                          | اکس‌باکس           | ۶ ژوئن ۲۰۰۲              | استودیوهای بازی بتزدا                                     | [ ۴۷ ]  |
| مسابقات درگ ایرا ۲                             | پلی‌استیشن         | ۹ دسامبر ۲۰۰۲            | دیجیتال دیالکت                                            | [ ۴۸ ]  |
| پازنیچ                                         | پلی‌استیشن         | ۲ مه ۲۰۰۳                | آلترون                                                    | [ ۴۹ ]  |
| دزدان دریایی کارائیب                           | مایکروسافت ویندوز | ۳۰ ژوئن ۲۰۰۳             | آکلا                                                      | [ ۵۰ ]  |
| دزدان دریایی کارائیب                           | اکس‌باکس           | ۱ ژوئیه ۲۰۰۳             | آکلا                                                      | [ ۵۱ ]  |
| سفرهای الدر اسکورولز: طوفان                    | جاوا ام‌ئی، برو    | ۱ اوت ۲۰۰۳               | ویر۲ال استودیوز                                           | [ ۵۲ ]  |
| مسابقات درگ ایرا ۲۰۰۴                          | اکس‌باکس           | ۲۵ دسامبر ۲۰۰۳           | سوپر هپی فان فان                                          | [ ۵۳ ]  |
| سفرهای الدر اسکورولز: داونستار                 | جاوا ام‌ئی، برو    | ۳۰ ژانویه ۲۰۰۴           | ویر۲ال استودیوز                                           | [ ۵۴ ]  |
| مسابقات حرفه‌ای درگ ایرا ۲۰۰۵                   | اکس‌باکس           | ۸ نوامبر ۲۰۰۴            | بتزدا سافت‌ورکز                                            | [ ۵۵ ]  |
| مسابقات حرفه‌ای درگ ایرا ۲۰۰۵                   | پلی‌استیشن ۲       | ۹ نوامبر ۲۰۰۴            | بتزدا سافت‌ورکز                                            | [ ۵۶ ]  |
| سفرهای الدر اسکورولز: کلید سایه‌ها              | ان-گیج            | ۲۴ نوامبر ۲۰۰۴           | ویر۲ال استودیوز                                           | [ ۵۷ ]  |
| مسابقات حرفه‌ای درگ ایرا ۲۰۰۵                   | مایکروسافت ویندوز | ۱۷ ژوئن ۲۰۰۵             | بتزدا سافت‌ورکز                                            | [ ۵۸ ]  |
| Breeders' Cup World Thoroughbred Championships | پلی‌استیشن ۲       | ۲۹ سپتامبر ۲۰۰۵          | ۴جی استودیوز                                              | [ ۵۹ ]  |
| Breeders' Cup World Thoroughbred Championships | اکس‌باکس           | ۲۹ سپتامبر ۲۰۰۵          | ۴جی استودیوز                                              | [ ۶۰ ]  |
| ندای کتولهو: گوشه‌های تاریک زمین                | اکس‌باکس           | ۲۴ اکتبر ۲۰۰۵            | هرفرست پروداکشنز                                          | [ ۶۱ ]  |
| الدر اسکورولز ۴: فراموشی                       | مایکروسافت ویندوز | ۲۰ مارس ۲۰۰۶             | استودیوهای بازی بتزدا                                     | [ ۶۲ ]  |
| الدر اسکورولز ۴: فراموشی                       | اکس‌باکس ۳۶۰       | ۲۰ مارس ۲۰۰۶             | استودیوهای بازی بتزدا                                     | [ ۶۳ ]  |
| الدر اسکورولز ۴: فراموشی                       | پلی‌استیشن ۳       | ۱۹ مارس ۲۰۰۷             | استودیوهای بازی بتزدا                                     | [ ۶۴ ]  |
| ندای کتولهو: گوشه‌های تاریک زمین                | مایکروسافت ویندوز | ۲۶ آوریل ۲۰۰۶            | هدفرست پروداکشنز                                          | [ ۶۵ ]  |
| سفرهای الدر اسکورولز: فراموشی                  | جاوا ام‌ئی، برو    | ۲ مه ۲۰۰۶                | سوپراسکیپ                                                 | [ ۶۶ ]  |
| مسابقات درگ ایرا: نسخه ورزشکار                 | مایکروسافت ویندوز | ۱۲ ژوئن ۲۰۰۶             | بتزدا سافت‌ورکز                                            | [ ۶۷ ]  |
| مسابقات درگ ایرا: نسخه ورزشکار                 | پلی‌استیشن ۲       | ۱۳ ژوئن ۲۰۰۶             | بتزدا سافت‌ورکز                                            | [ ۶۸ ]  |
| مسابقات درگ ایرا: نسخه ورزشکار                 | اکس‌باکس ۳۶۰       | ۲۸ ژوئن ۲۰۰۶             | بتزدا سافت‌ورکز                                            | [ ۶۹ ]  |
| دزدان دریایی کارائیب: افسانه جک اسپارو         | مایکروسافت ویندوز | ۲۷ ژوئن ۲۰۰۶             | ۷ استودیوز، بوئنا ویستا گیمز                              | [ ۷۰ ]  |
| دزدان دریایی کارائیب: افسانه جک اسپارو         | پلی‌استیشن ۲       | ۲۷ ژوئن ۲۰۰۶             | ۷ استودیوز، بوئنا ویستا گیمز                              | [ ۷۱ ]  |
| استار ترک: رویارویی‌ها                          | پلی‌استیشن ۲       | ۳ اکتبر ۲۰۰۶             | ۴جی استودیوز                                              | [ ۷۲ ]  |
| استار ترک: نبرد تاکتیکی                        | نینتندو دی‌اس      | ۲۶ اکتبر ۲۰۰۶            | کوئیک‌سیلور سافت‌ور                                         | [ ۷۳ ]  |
| استار ترک: نبرد تاکتیکی                        | پلی‌استیشن همراه   | ۱۴ نوامبر ۲۰۰۶           | کوئیک‌سیلور سافت‌ور                                         | [ ۷۴ ]  |
| استار ترک: میراث                               | مایکروسافت ویندوز | ۵ دسامبر ۲۰۰۶            | مد داک سافت‌ور                                             | [ ۷۵ ]  |
| استار ترک: میراث                               | اکس‌باکس ۳۶۰       | ۱۵ دسامبر ۲۰۰۶           | مد داک سافت‌ور                                             | [ ۷۶ ]  |
| استار ترک: تسخیر                               | پلی‌استیشن ۲       | ۲۰ نوامبر ۲۰۰۷           | ۴جی استودیوز                                              | [ ۷۷ ]  |
| استار ترک: تسخیر                               | وی                | ۲۰ نوامبر ۲۰۰۷           | ۴جی استودیوز                                              | [ ۷۸ ]  |
| دوکاتی موتو                                    | نینتندو دی‌اس      | ۱ ژوئیه ۲۰۰۸             | ۴جی استودیوز                                              | [ ۷۹ ]  |
| فال‌اوت ۳                                       | مایکروسافت ویندوز | ۲۸ اکتبر ۲۰۰۸            | استودیوهای بازی بتزدا                                     | [ ۸۰ ]  |
| فال‌اوت ۳                                       | پلی‌استیشن ۳       | ۲۸ اکتبر ۲۰۰۸            | استودیوهای بازی بتزدا                                     | [ ۸۱ ]  |
| فال‌اوت ۳                                       | اکس‌باکس ۳۶۰       | ۲۸ اکتبر ۲۰۰۸            | استودیوهای بازی بتزدا                                     | [ ۸۲ ]  |
| مرطوب                                          | پلی‌استیشن ۳       | ۱۵ سپتامبر ۲۰۰۹          | آرتیفیشیال مایند اند موومنت                               | [ ۸۳ ]  |
| مرطوب                                          | اکس‌باکس ۳۶۰       | ۱۵ سپتامبر ۲۰۰۹          | آرتیفیشیال مایند اند موومنت                               | [ ۸۴ ]  |
| ویل‌اسپین                                       | وی                | ۲۷ نوامبر ۲۰۰۹           | آوسام پلی                                                 | [ ۸۵ ]  |
| جنگجوی سرکش                                    | مایکروسافت ویندوز | ۱ دسامبر ۲۰۰۹            | ربلیون دولوپمنتز                                          | [ ۸۶ ]  |
| جنگجوی سرکش                                    | پلی‌استیشن ۳       | ۱ دسامبر ۲۰۰۹            | ربلیون دولوپمنتز                                          | [ ۸۷ ]  |
| جنگجوی سرکش                                    | اکس‌باکس ۳۶۰       | ۱ دسامبر ۲۰۰۹            | ربلیون دولوپمنتز                                          | [ ۸۸ ]  |
| دوم ۲                                          | اکس‌باکس ۳۶۰       | ۲۶ مه ۲۰۱۰               | اید سافت‌ویر، نرو سافت‌ویر                                  | [ ۸۹ ]  |
| دوم ۲                                          | پلی‌استیشن ۳       | ۲۰ نوامبر ۲۰۱۲           | اید سافت‌ویر، نرو سافت‌ویر                                  | [ ۹۰ ]  |
| دوم ۲                                          | نینتندو سوئیچ     | ۲۶ ژوئیه ۲۰۱۹            | اید سافت‌ویر، نرو سافت‌ویر                                  | [ ۹۱ ]  |
| کوئیک لایو                                     | مایکروسافت ویندوز | ۶ اوت ۲۰۱۰               | اید سافت‌ویر                                               | [ ۹۲ ]  |
| فال‌اوت: نیو وگاس                               | مایکروسافت ویندوز | ۱۹ اکتبر ۲۰۱۰            | آبزیدیان انترنینمنت                                       | [ ۹۳ ]  |
| فال‌اوت: نیو وگاس                               | پلی‌استیشن ۳       | ۱۹ اکتبر ۲۰۱۰            | آبزیدیان انترنینمنت                                       | [ ۹۴ ]  |
| فال‌اوت: نیو وگاس                               | اکس‌باکس ۳۶۰       | ۱۹ اکتبر ۲۰۱۰            | آبزیدیان انترنینمنت                                       | [ ۹۵ ]  |
| کوئیک ۳ آرنا آرکید                             | اکس‌باکس ۳۶۰       | ۱۵ دسامبر ۲۰۱۰           | اید سافت‌ویر                                               | [ ۹۶ ]  |
| برینک                                          | مایکروسافت ویندوز | ۱۰ مه ۲۰۱۱               | اسپلش دمیج                                                | [ ۹۷ ]  |
| برینک                                          | پلی‌استیشن ۳       | ۱۰ مه ۲۰۱۱               | اسپلش دمیج                                                | [ ۹۸ ]  |
| برینک                                          | اکس‌باکی ۳۶۰       | ۱۰ مه ۲۰۱۱               | اسپلش دمیج                                                | [ ۹۹ ]  |
| شکار شده: کوره شیطان                           | مایکروسافت ویندوز | ۳۱ مه ۲۰۱۱               | اینکسایل انترتینمنت                                       | [ ۱۰۰ ] |
| شکار شده: کوره شیطان                           | پلی‌استیشن ۳       | ۳۱ مه ۲۰۱۱               | اینکسایل انترتینمنت                                       | [ ۱۰۱ ] |
| شکار شده: کوره شیطان                           | اکس‌باکس ۳۶۰       | ۳۱ مه ۲۰۱۱               | اینکسایل انترتینمنت                                       | [ ۱۰۲ ] |
| خشم                                            | اواس ۱۰           | ۴ اکتبر ۲۰۱۱             | اید سافت‌ویر                                               | [ ۱۰۳ ] |
| خشم                                            | مایکروسافت ویندوز | ۴ اکتبر ۲۰۱۱             | اید سافت‌ویر                                               | [ ۱۰۴ ] |
| خشم                                            | پلی‌استیشن ۳       | ۴ اکتبر ۲۰۱۱             | اید سافت‌ویر                                               | [ ۱۰۵ ] |
| خشم                                            | اکس‌باکس ۳۶۰       | ۴ اکتبر ۲۰۱۱             | اید سافت‌ویر                                               | [ ۱۰۶ ] |
| الدر اسکورولز ۵: اسکایرم                       | مایکروسافت ویندوز | ۱۱ نوامبر ۲۰۱۱           | استودیوهای بازی بتزدا                                     | [ ۱۰۷ ] |
| الدر اسکورولز ۵: اسکایرم                       | پلی‌استیشن ۳       | ۱۱ نوامبر ۲۰۱۱           | استودیوهای بازی بتزدا                                     | [ ۱۰۸ ] |
| الدر اسکورولز ۵: اسکایرم                       | اکس‌باکس ۳۶۰       | ۱۱ نوامبر ۲۰۱۱           | استودیوهای بازی بتزدا                                     | [ ۱۰۹ ] |
| بی‌آبرو                                         | مایکروسافت ویندوز | ۹ اکتبر ۲۰۱۲             | آرکین استودیوز                                            | [ ۱۱۰ ] |
| بی‌آبرو                                         | پلی‌استیشن ۳       | ۹ اکتبر ۲۰۱۲             | آرکین استودیوز                                            | [ ۱۱۱ ] |
| بی‌آبرو                                         | اکس‌باکس ۳۶۰       | ۹ اکتبر ۲۰۱۲             | آرکین استودیوز                                            | [ ۱۱۲ ] |
| بی‌آبرو                                         | پلی‌استیشن ۴       | ۲۵ اوت ۲۰۱۵ (نسخه نهایی) | آرکین استودیوز                                            | [ ۱۱۳ ] |
| بی‌آبرو                                         | اکس‌باکس وان       | ۲۵ اوت ۲۰۱۵ (نسخه نهایی) | آرکین استودیوز                                            | [ ۱۱۳ ] |
| دوم ۳ نسخه بی‌اف‌جی                              | مایکروسافت ویندوز | ۱۶ اکتبر ۲۰۱۲            | اید سافت‌ویر                                               | [ ۱۱۴ ] |
| دوم ۳ نسخه بی‌اف‌جی                              | پلی‌استیشن ۳       | ۱۶ اکتبر ۲۰۱۲            | اید سافت‌ویر                                               | [ ۱۱۵ ] |
| دوم ۳ نسخه بی‌اف‌جی                              | اکس‌باکس ۳۶۰       | ۱۶ اکتبر ۲۰۱۲            | اید سافت‌ویر                                               | [ ۱۱۶ ] |
| دوم ۳ نسخه بی‌اف‌جی                              | نینتندو سوئیچ     | ۲۶ ژوئیه ۲۰۱۹            | اید سافت‌ویر، پنیک باتن                                    | [ ۹۱ ]  |
| دوم                                            | پلی‌استیشن ۳       | ۲۰ نوامبر ۲۰۱۲           | اید سافت‌ویر                                               | [ ۹۰ ]  |
| دوم                                            | نینتندو سوئیچ     | ۲۶ ژوئیه ۲۰۱۹            | اید سافت‌ویر                                               | [ ۹۱ ]  |
| الدر اسکورولز آنلاین                           | اواس ۱۰           | ۴ آوریل ۲۰۱۴             | استودیوی آنلاین زنی‌مکس                                    | [ ۱۱۷ ] |
| الدر اسکورولز آنلاین                           | مایکروسافت ویندوز | ۴ آوریل ۲۰۱۴             | استودیوی آنلاین زنی‌مکس                                    | [ ۱۱۸ ] |
| ولفنشتاین: نظام نو                             | مایکروسافت ویندوز | ۲۰ مه ۲۰۱۴               | ماشین‌گیمز                                                 | [ ۱۱۹ ] |
| ولفنشتاین: نظام نو                             | پلی‌استیشن ۳       | ۲۰ مه ۲۰۱۴               | ماشین‌گیمز                                                 | [ ۱۲۰ ] |
| ولفنشتاین: نظام نو                             | پلی‌استیشن ۴       | ۲۰ مه ۲۰۱۴               | ماشین‌گیمز                                                 | [ ۱۲۱ ] |
| ولفنشتاین: نظام نو                             | اکس‌باکس ۳۶۰       | ۲۰ مه ۲۰۱۴               | ماشین‌گیمز                                                 | [ ۱۲۲ ] |
| ولفنشتاین: نظام نو                             | اکس‌باکس وان       | ۲۰ مه ۲۰۱۴               | ماشین‌گیمز                                                 | [ ۱۲۳ ] |
| شیطان درون                                     | مایکروسافت ویندوز | ۱۴ اکتبر ۲۰۱۴            | تانگو گیم‌ورکس                                             | [ ۱۲۴ ] |
| شیطان درون                                     | پلی‌استیشن ۳       | ۱۴ اکتبر ۲۰۱۴            | تانگو گیم‌ورکس                                             | [ ۱۲۵ ] |
| شیطان درون                                     | پلی‌استیشن ۴       | ۱۴ اکتبر ۲۰۱۴            | تانگو گیم‌ورکس                                             | [ ۱۲۶ ] |
| شیطان درون                                     | اکس‌باکس ۳۶۰       | ۱۴ اکتبر ۲۰۱۴            | تانگو گیم‌ورکس                                             | [ ۱۲۷ ] |
| شیطان درون                                     | اکس‌باکس وان       | ۱۴ اکتبر ۲۰۱۴            | تانگو گیم‌ورکس                                             | [ ۱۲۸ ] |
| ولفشتاین: خون قدیمی                            | مایکروسافت ویندوز | ۵ مه ۲۰۱۵                | ماشین‌گیمز                                                 | [ ۱۲۹ ] |
| ولفشتاین: خون قدیمی                            | پلی‌استیشن ۴       | ۵ مه ۲۰۱۵                | ماشین‌گیمز                                                 | [ ۱۲۹ ] |
| ولفشتاین: خون قدیمی                            | اکس‌باکس وان       | ۵ مه ۲۰۱۵                | ماشین‌گیمز                                                 | [ ۱۲۹ ] |
| الدر اسکورولز آنلاین                           | پلی‌استیشن ۴       | ۹ ژوئن ۲۰۱۵              | استودیوی آنلاین زنی‌مک                                     | [ ۱۳۰ ] |
| الدر اسکورولز آنلاین                           | اکس‌باکس وان       | ۹ ژوئن ۲۰۱۵              | استودیوی آنلاین زنی‌مک                                     | [ ۱۳۱ ] |
| فال‌اوت شلتر                                    | آی‌اواس            | ۱۴ ژوئن ۲۰۱۵             | استودیوهای بازی بتزدا                                     | [ ۱۳۲ ] |
| فال‌اوت شلتر                                    | اندروید           | ۱۳ اوت ۲۰۱۵              | استودیوهای بازی بتزدا                                     | [ ۱۳۳ ] |
| فال‌اوت شلتر                                    | اکس‌باکس وان       | ۷ فوریه ۲۰۱۷             | استودیوهای بازی بتزدا                                     | [ ۱۳۴ ] |
| فال‌اوت ۴                                       | مایکروسافت ویندوز | ۱۰ نوامبر ۲۰۱۵           | استودیوهای بازی بتزدا                                     | [ ۱۳۵ ] |
| فال‌اوت ۴                                       | پلی‌استیشن ۴       | ۱۰ نوامبر ۲۰۱۵           | استودیوهای بازی بتزدا                                     | [ ۱۳۵ ] |
| فال‌اوت ۴                                       | اکس‌باکس وان       | ۱۰ نوامبر ۲۰۱۵           | استودیوهای بازی بتزدا                                     | [ ۱۳۵ ] |
| دوم                                            | مایکروسافت ویندوز | ۱۳ مه ۲۰۱۶               | اید سافت‌ویر                                               | [ ۱۳۶ ] |
| دوم                                            | پلی‌استیشن ۴       | ۱۳ مه ۲۰۱۶               | اید سافت‌ویر                                               | [ ۱۳۶ ] |
| دوم                                            | اکس‌باکس وان       | ۱۳ مه ۲۰۱۶               | اید سافت‌ویر                                               | [ ۱۳۶ ] |
| دوم                                            | نینتندو سوئیچ     | ۱۰ نوامبر ۲۰۱۷           | اید سافت‌ویر                                               | [ ۱۳۷ ] |
| بی‌آبرو ۲                                       | مایکروسافت ویندوز | ۱۱ نوامبر ۲۰۱۶           | آرکین استودیوز                                            | [ ۱۳۸ ] |
| بی‌آبرو ۲                                       | پلی‌استیشن ۴       | ۱۱ نوامبر ۲۰۱۶           | آرکین استودیوز                                            | [ ۱۳۸ ] |
| بی‌آبرو ۲                                       | اکس‌باکس وان       | ۱۱ نوامبر ۲۰۱۶           | آرکین استودیوز                                            | [ ۱۳۸ ] |
| الدر اسکورولز: افسانه‌ها                        | مایکروسافت ویندوز | ۹ مارس ۲۰۱۷              | دایر ولف دیجیتال (۲۰۱۷–۲۰۱۸) اسپارکی‌پنتز استودیوز (۲۰۱۸–) | [ ۱۳۹ ] |
| الدر اسکورولز: افسانه‌ها                        | آی‌اواس            | ۲۳ مارس ۲۰۱۷             | دایر ولف دیجیتال (۲۰۱۷–۲۰۱۸) اسپارکی‌پنتز استودیوز (۲۰۱۸–) | [ ۱۳۹ ] |
| الدر اسکورولز: افسانه‌ها                        | اندروید           | آوریل ۲۰۱۷               | دایر ولف دیجیتال (۲۰۱۷–۲۰۱۸) اسپارکی‌پنتز استودیوز (۲۰۱۸–) | [ ۱۳۹ ] |
| الدر اسکورولز: افسانه‌ها                        | مک‌اواس            | مه ۲۰۱۷                  | دایر ولف دیجیتال (۲۰۱۷–۲۰۱۸) اسپارکی‌پنتز استودیوز (۲۰۱۸–) | [ ۱۳۹ ] |
| الدر اسکورولز: افسانه‌ها                        | نینتندو سوئیچ     | ن/م                      | دایر ولف دیجیتال (۲۰۱۷–۲۰۱۸) اسپارکی‌پنتز استودیوز (۲۰۱۸–) | [ ۱۴۰ ] |
| الدر اسکورولز: افسانه‌ها                        | پلی‌استیشن ۴       | ن/م                      | دایر ولف دیجیتال (۲۰۱۷–۲۰۱۸) اسپارکی‌پنتز استودیوز (۲۰۱۸–) | [ ۱۴۰ ] |
| الدر اسکورولز: افسانه‌ها                        | اکس‌باکس وان       | ن/م                      | دایر ولف دیجیتال (۲۰۱۷–۲۰۱۸) اسپارکی‌پنتز استودیوز (۲۰۱۸–) | [ ۱۴۰ ] |
| پری                                            | مایکروسافت ویندوز | مه ۵, ۲۰۱۷               | آرکین استودیوز                                            | [ ۱۴۱ ] |
| پری                                            | پلی‌استیشن ۴       | مه ۵, ۲۰۱۷               | آرکین استودیوز                                            | [ ۱۴۱ ] |
| پری                                            | اکس‌باکس وان       | مه ۵, ۲۰۱۷               | آرکین استودیوز                                            | [ ۱۴۱ ] |
| بی‌آبرو: مرگ بیگانه                             | مایکروسافت ویندوز | ۱۵ سپتامبر ۲۰۱۷          | آرکین استودیوز                                            | [ ۱۴۲ ] |
| پلی‌استیشن ۴                                    | [ ۱۴۲ ]           | ۱۵ سپتامبر ۲۰۱۷          | آرکین استودیوز                                            |         |
| اکس‌باکس وان                                    | [ ۱۴۲ ]           | ۱۵ سپتامبر ۲۰۱۷          | آرکین استودیوز                                            |         |
| شیطان درون ۲                                   | مایکروسافت ویندوز | ۱۳ اکتبر ۲۰۱۷            | تانگو گیم‌ورکس                                             | [ ۱۴۲ ] |
| پلی‌استیشن ۴                                    | [ ۱۴۲ ]           | ۱۳ اکتبر ۲۰۱۷            | تانگو گیم‌ورکس                                             |         |
| اکس‌باکس وان                                    | [ ۱۴۲ ]           | ۱۳ اکتبر ۲۰۱۷            | تانگو گیم‌ورکس                                             |         |
| ولفنشتاین ۲: غول جدید                          | مایکروسافت ویندوز | ۲۷ اکتبر ۲۰۱۷            | ماشین‌گیمز                                                 | [ ۱۴۳ ] |
| ولفنشتاین ۲: غول جدید                          | پلی‌استیشن ۴       | ۲۷ اکتبر ۲۰۱۷            | ماشین‌گیمز                                                 | [ ۱۴۳ ] |
| ولفنشتاین ۲: غول جدید                          | اکس‌باکس وان       | ۲۷ اکتبر ۲۰۱۷            | ماشین‌گیمز                                                 | [ ۱۴۳ ] |
| ولفنشتاین ۲: غول جدید                          | نینتندو سوئیچ     | ۲۹ ژوئن ۲۰۱۸             | ماشین‌گیمز                                                 | [ ۱۴۴ ] |
| فال‌اوت ۷۶                                      | مایکروسافت ویندوز | ۱۴ نوامبر ۲۰۱۸           | استودیوهای بازی بتزدا                                     | [ ۱۴۵ ] |
| فال‌اوت ۷۶                                      | پلی‌استیشن ۴       | ۱۴ نوامبر ۲۰۱۸           | استودیوهای بازی بتزدا                                     | [ ۱۴۵ ] |
| فال‌اوت ۷۶                                      | اکس‌باکس وان       | ۱۴ نوامبر ۲۰۱۸           | استودیوهای بازی بتزدا                                     | [ ۱۴۵ ] |
| الدر اسکورولز: بلیدز                           | آی‌اواس            | ۲۷ مارس ۲۰۱۹             | استودیوهای بازی بتزدا                                     | [ ۱۴۶ ] |
| الدر اسکورولز: بلیدز                           | اندروید           | ۲۷ مارس ۲۰۱۹             | استودیوهای بازی بتزدا                                     | [ ۱۴۶ ] |
| خشم ۲                                          | مایکروسافت ویندوز | ۱۴ مه ۲۰۱۹               | استودیو آوالانچ و اید سافت‌ویر                             | [ ۱۴۲ ] |
| پلی‌استیشن ۴                                    | [ ۱۴۲ ]           | ۱۴ مه ۲۰۱۹               | استودیو آوالانچ و اید سافت‌ویر                             |         |
| اکس‌باکس وان                                    | [ ۱۴۲ ]           | ۱۴ مه ۲۰۱۹               | استودیو آوالانچ و اید سافت‌ویر                             |         |
| استادیا                                        | ۲۰۱۹              | [ ۱۴۷ ]                  | استودیو آوالانچ و اید سافت‌ویر                             |         |
| ولفنشتاین: نیروی تازه‌نفس                       | مایکروسافت ویندوز | ۲۶ ژوئیه ۲۰۱۹            | ماشین‌گیمز و آرکین استودیوز                                | [ ۱۴۸ ] |
| ولفنشتاین: نیروی تازه‌نفس                       | پلی‌استیشن ۴       | ۲۶ ژوئیه ۲۰۱۹            | ماشین‌گیمز و آرکین استودیوز                                | [ ۱۴۸ ] |
| ولفنشتاین: نیروی تازه‌نفس                       | اکس‌باکس وان       | ۲۶ ژوئیه ۲۰۱۹            | ماشین‌گیمز و آرکین استودیوز                                | [ ۱۴۸ ] |
| ولفنشتاین: نیروی تازه‌نفس                       | نینتندو سوئیچ     | ۲۶ ژوئیه ۲۰۱۹            | ماشین‌گیمز و آرکین استودیوز                                | [ ۱۴۸ ] |
| ولفنشتاین: خلبان سایبری                        | اچ‌تی‌سی وایو       | ۲۶ ژوئیه ۲۰۱۹            | ماشین‌گیمز و آرکین استودیوز                                | [ ۱۴۹ ] |
| ولفنشتاین: خلبان سایبری                        | پلی‌استیشن وی‌آر    | ۲۶ ژوئیه ۲۰۱۹            | ماشین‌گیمز و آرکین استودیوز                                | [ ۱۴۹ ] |
| الدر اسکورولز آنلاین                           | استادیا           | ۲۰۱۹                     | استودیوی آنلاین زنی‌مکس                                    | [ ۱۴۷ ] |
| ولفنشتاین: نیروی تازه‌نفس                       | استادیا           | ۲۰۱۹                     | ماشین‌گیمز                                                 | [ ۱۴۷ ] |
| فرمانده کین                                    | آی‌اواس            | ۲۰۱۹                     | استودیوی آنلاین زنی‌مکس                                    | [ ۱۵۰ ] |
| فرمانده کین                                    | اندروید           | ۲۰۱۹                     | استودیوی آنلاین زنی‌مکس                                    | [ ۱۵۰ ] |
| کوئیک چمپیونز                                  | مایکروسافت ویندوز | ن/م                      | اید سافت‌ویر                                               | [ ۱۵۱ ] |
| دوم جاودان                                     | استادیا           | ۲۰ مارس ۲۰۲۰             | اید سافت‌ویر                                               | [ ۱۵۲ ] |
| دوم جاودان                                     | مایکروسافت ویندوز | ۲۰ مارس ۲۰۲۰             | اید سافت‌ویر                                               | [ ۱۵۲ ] |
| دوم جاودان                                     | پلی‌استیشن ۴       | ۲۰ مارس ۲۰۲۰             | اید سافت‌ویر                                               | [ ۱۵۲ ] |
| دوم جاودان                                     | اکس‌باکس وان       | ۲۰ مارس ۲۰۲۰             | اید سافت‌ویر                                               | [ ۱۵۲ ] |
| دوم جاودان                                     | نینتندو سوئیچ     | ن/م                      | اید سافت‌ویر                                               | [ ۱۵۲ ] |
| دوم ۶۴                                         | مایکروسافت ویندوز | ۲۰ مارس ۲۰۲۰             | میدوی گیمز                                                | [ ۱۵۳ ] |
| دوم ۶۴                                         | پلی‌استیشن ۴       | ۲۰ مارس ۲۰۲۰             | میدوی گیمز                                                | [ ۱۵۳ ] |
| دوم ۶۴                                         | اکس‌باکس وان       | ۲۰ مارس ۲۰۲۰             | میدوی گیمز                                                | [ ۱۵۳ ] |
| دوم ۶۴                                         | نینتندو سوئیچ     | ن/م                      | میدوی گیمز                                                | [ ۱۵۳ ] |
| چرخه مرگ                                       | ن/م               | ن/م                      | آرکین استودیوز                                            | [ ۱۵۴ ] |
| گوست‌وایر: توکیو                                | ن/م               | ن/م                      | تانگو گیم‌ورکس                                             | [ ۱۵۵ ] |
| استارفیلد                                      | ن/م               | ن/م                      | استودیوهای بازی بتزدا                                     | [ ۱۵۶ ] |
| الدر اسکورولز ۶                                | ن/م               | ن/م                      | استودیوهای بازی بتزدا                                     | [ ۱۵۶ ] |
| ولفنشتاین ۳                                    | ن/م               | ن/م                      | ماشین‌گیمز                                                 | [ ۱۵۷ ] |